# 大相撲宝暦11年10月場所
大相撲宝暦11年10月場所（おおずもうほうれき11ねん10がつばしょ）は、宝暦11年（1761年）10月に開催された江戸相撲（大相撲の前身）の本場所。興行場所は浅草御蔵前八幡宮社内。

## 概要
各力士の成績が記録として残っている最古の場所である。

## 幕内番付・星取表
| 東               | 東            | 東             | 番付      | 西             | 西               | 西               |
| 備考             | 成績          | 力士名         | 番付      | 力士名         | 成績             | 備考             |
| ---------------- | ------------- | -------------- | --------- | -------------- | ---------------- | ---------------- |
| 新大関（第11代） | 0勝0敗8休     | 大嶋浦右衞門   | 大関      | 大童子峰右エ門 | 2勝0敗6休        | 新大関（第12代） |
|                  | 4勝0敗4休     | 荒瀧五太夫     | 関脇      | 大鳴戸淀右エ門 | 2勝0敗6休        |                  |
|                  | 5勝2敗1無勝負 | 御所ヶ浦平太夫 | 小結      | 艫綱良助       | 5勝2敗1休        |                  |
|                  | 3勝3敗2休     | 雪見山堅太夫   | 前頭筆頭  | 磐井川逸八     | 4勝2敗2休        |                  |
|                  | 0勝0敗8休     | 手柄山仁太夫   | 前頭2枚目 | 戸田川鷲之助   | 7勝1敗           |                  |
|                  | 2勝5敗1休     | 八ツ橋清太夫   | 前頭3枚目 | 置塩川流藏     | 3勝3敗1分1無勝負 |                  |
|                  | 2勝5敗1休     | 不知火光右エ門 | 前頭4枚目 | 関ノ戸奥右エ門 | 4勝2敗1休1無勝負 |                  |

## 備考
- この時代の江戸相撲においては優勝力士という概念は存在していないが、後に定められた優勝制度を遡って準用することができる。本場所においては、戸田川が優勝に相当する力士であるとみなすことができる。
- 看板大関の大嶋・大童子は、ともに今場所からの起用。この内、大嶋は現役は本場所のみである。
- この場所の番付から、「勧進相撲」の表記が「勧進大相撲」に改まる[1]。